# 德罕 (加利福尼亞州)
德罕（英語：Durham）是位於美國加利福尼亞州比尤特縣的一個人口普查指定地區。

## 地理
德罕的座標為39°38′24″N 121°47′52″W / 39.64000°N 121.79778°W，而該地最高點為海拔高度49米（即161英尺）。

## 人口
根據2010年美國人口普查的數據，德罕的面積為212.205平方千米，當中陸地面積為211.812平方千米，而水域面積為0.393平方千米。當地共有人口5518人，而人口密度為每平方千米26人。